# California Highway Patrol
Die California Highway Patrol (CHP) ist eine Polizeibehörde des US-amerikanischen Bundesstaates Kalifornien. Sie ist zuständig für den Streifendienst auf allen Highways und verfügt auch über die Befugnis, als Staatspolizei zu agieren. Mit mehr als 10.500 Angestellten, davon 7.200 vereidigten Polizeibeamten, ist sie eine der größten Polizeibehörden der USA. Sie ist Teil der California State Transportation Agency.

## Aufgaben
Die California Highway Patrol hat eine spezifische Zuständigkeit als Autobahnpolizei für alle kalifornischen Staatsstraßen. Diese umfassen Freeways, Expressways sowie U.S.- und Interstate-Highways, welche im deutschsprachigen Raum mit Autobahnen und Bundesstraßen vergleichbar sind. Trotz ihrer primären Aufgabe zur Verkehrsüberwachung ist sie als Staatspolizei gleichzeitig dazu befugt, alle gültigen Gesetze an jedem Ort auf kalifornischem Territorium zu vollstrecken.
Neben der Verkehrssicherung, dem Ahnden von Verkehrsdelikten, Aufnehmen von Unfällen und der Strafverfolgung nehmen die Mitarbeiter auch weitere Aufgaben wie den Objektschutz staatlicher Einrichtungen und Gebäude  sowie den Personenschutz von Staatsbeamten wahr. Unfälle mit Beteiligung von Schulbussen fallen grundsätzlich in den Aufgabenbereich der Highway Patrol. Ihre Beamte kommen auch als Gerichtsvollzieher für den California Supreme Court und den California Court of Appeal zum Einsatz. Es findet eine enge Zusammenarbeit mit anderen (städtischen) Polizeibehörden statt, beispielsweise dem Los Angeles Police Department.

## Organisation
Die Leitung erfolgt durch einen Kommissar (Commissioner), welcher durch den Gouverneur von Kalifornien ernannt wird. Die CHP verfügt heute über acht Divisionen und mehr als 100 Dienststellen. Ihre Aufgabe als Staatspolizei erklärt sich durch die Zusammenlegung mit und Auflösung der California State Police im Jahre 1995. Das Jahresbudget lag 2023/2024 bei circa 3 Milliarden US-Dollar, das Gehalt eines Polizeibeamten durchschnittlich bei 118.000 US-Dollar (Stand 2014).

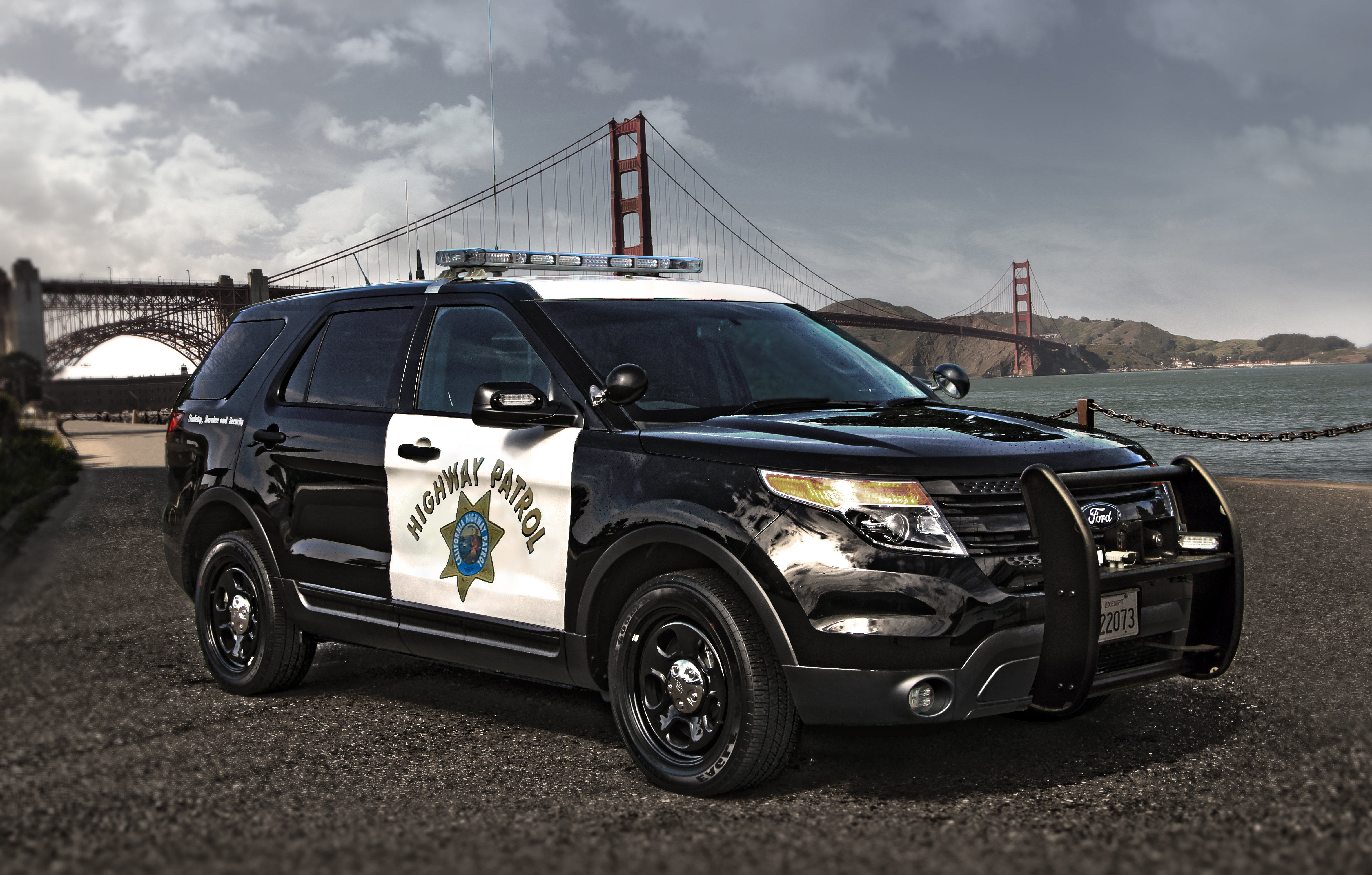
Einsatzfahrzeug vor der Golden Gate Bridge

Die California Highway Patrol verfügt über verschiedenste technische Einsatzmittel. Neben Streifenwagen kommen auch Motorräder, über ein Dutzend Hubschrauber, Flugzeuge und Spezialfahrzeuge zum Einsatz. Es wird ein Verkehrsunfallkommando sowie eine rund um die Uhr verfügbare taktische Spezialeinheit vorgehalten. Ausgebildete Diensthunde werden zum Suchen nach Drogen oder Sprengstoffen eingesetzt.
Die Uniformen haben traditionell einen Khaki-Farbton mit einem blau-goldenen Streifen auf der Hose. Lederkleidung ist schwarz, die Ausgehuniform waldgrün, Kleidungsstücke für kaltes Wetter sind dunkelblau. Das Abzeichen stellt einen goldenen, siebenzackigen Stern mit dem Staatssiegel in der Mitte dar, wobei jeder Zacken für eine Eigenschaft steht. Diese sind Character (Charakter), Integrity (Integrität), Knowledge (Wissen), Judgement (Urteilsvermögen), Honor (Ehre), Loyalty (Loyalität) und Courtesy (Höflichkeit). Es existiert außerdem ein Ehrenkodex.

## Medien
- Die amerikanische Fernsehserie Streifenwagen 2150 (Highway Patrol, 1955–1959) entstand auf Anregung der CHP, spielt aber in einer fiktiven Highway Patrol in einem namentlich nicht genannten Bundesstaat im Südwesten der USA.
- Die amerikanische Fernsehserie CHiPs (1977–1983) handelt von zwei Motorradpolizisten der California Highway Patrol und ihren Kollegen.